# Keeps Gettin’ Better – A Decade of Hits
Keeps Gettin’ Better – A Decade of Hits ist das erste Greatest-Hits-Album der US-amerikanischen Sängerin Christina Aguilera. Es wurde am 3. November 2008 veröffentlicht.
Das Album enthält Songs von allen ihrer Alben bis zum Jahr 2008: Christina Aguilera (1999), Stripped (2002) und Back to Basics (2006). Das Album enthält außerdem vier neue Lieder, darunter zwei Überarbeitungen früherer Lieder und zwei neue Lieder, Keeps Gettin' Better und Dynamite.
Das Album stieg auf Platz 9 der amerikanischen Billboard 200 ein mit 73.000 verkauften Kopien. Es erreichte die Top 10 in Ländern wie Belgien, Irland, Japan, Russland und dem Vereinigten Königreich, und wurde in diesen Ländern mit Gold ausgezeichnet. Das Album verkaufte sich insgesamt 400.000-mal in den Vereinigten Staaten und fast eine Million Mal weltweit.
Die Single wurde Keeps Gettin’ Better und erreichte die Top Ten in den Billboard Hot 100.

## Singles
Keeps Gettin’ Better wurde am 22. September 2008 als erste Single des Albums veröffentlicht. Im dazugehörigen Musikvideo spielt Aguilera eine Catwoman, dabei tanzt und singt sie das Lied vor großen grünen Bildschirmen und Leinwänden. Aguilera sang das Lied unter anderem bei den MTV Video Music Awards 2008, wo sie sich erneut als Catwoman kleidete. In den Vereinigten Staaten debütierte das Lied nur eine Woche nach seiner Veröffentlichung direkt auf Platz 7 der amerikanischen Billboard Hot 100. In weiteren Ländern wurde das Lied ebenfalls ein kommerzieller Erfolg und debütierte direkt auf Platz 14 der britischen Charts.

## Titelliste
| Nr.          | Titel                                                 | Autor(en) | Produzent(en)                           | Länge |
| ------------ | ----------------------------------------------------- | --- | --------------------------------------- | ----- |
| 1.           | Genie in a Bottle                                     | Steve Kipner, David Frank, Pam Sheyne                                                                                   | Frank, Kipner                           | 3:36  |
| 2.           | What a Girl Wants (Video Mix)                         | Shelly Peiken, Guy Roche                                                                                                | Roche                                   | 3:35  |
| 3.           | I Turn to You                                         | Diane Warren | Roche                                   | 4:39  |
| 4.           | Come On Over Baby (All I Want Is You) (Radio-Version) | Christina Aguilera, Johan Åberg, Pauli Reinikainen, Ron Fair, Roche, Raymond Cham, Chaka Blackmon, Eric Dawkins, Peiken | ChakDaddy, Sol Survivor, E. Dawk, Fair  | 3:23  |
| 5.           | Nobody Wants to Be Lonely (mit Ricky Martin)          | Desmond Child, Victoria Shaw, Gary Burry                                                                                | Walter Afanasieff                       | 4:11  |
| 6.           | Lady Marmalade (feat. Lil’ Kim, Mýa & Pink)           | Bob Crewe, Kenny Nolan                                                                                                  | Missy Elliott, Rockwilder, Fair         | 4:25  |
| 7.           | Dirrty (feat. Redman)                                 | Aguilera, Dana Stinson, Balewa Muhammad, Reginald Noble                                                                 | Rockwilder, Aguilera, Muhammad, Cameron | 4:45  |
| 8.           | Fighter                                               | Aguilera, Scott Storch                                                                                                  | Storch, Aguilera, E. Dawk               | 4:05  |
| 9.           | Beautiful                                             | Linda Perry | Perry                                   | 3:59  |
| 10.          | Ain’t No Other Man                                    | Aguilera, Chris E. Martin, Kara DioGuardi, Charles Roane, Harold Beatty                                                 | DJ Premier, Roane Aguilera, Rob Lewis   | 3:48  |
| 11.          | Candyman (Single Mix)                                 | Aguilera, Perry | Perry                                   | 3:14  |
| 12.          | Hurt                                                  | Aguilera, Perry, Mark Ronson                                                                                            | Perry                                   | 4:03  |
| 13.          | Genie 2.0                                             | Kipner, Frank, Sheyne                                                                                                   | Perry                                   | 4:15  |
| 14.          | Keeps Gettin’ Better                                  | Aguilera, Perry | Perry                                   | 3:04  |
| 15.          | Dynamite                                              | Aguilera, Perry | Perry                                   | 3:09  |
| 16.          | You Are What You Are (Beautiful)                      | Perry | Perry                                   | 4:44  |
| Gesamtlänge: | Gesamtlänge:                                          | Gesamtlänge: | Gesamtlänge:                            | 62:55 |

| Nr.          | Titel                            | Autor(en)                                                               | Produzent(en)                         | Länge |
| ------------ | -------------------------------- | ----------------------------------------------------------------------- | ------------------------------------- | ----- |
| 10.          | The Voice Within (Radio Edit)    | Aguilera, Glen Ballard                                                  | Ballard                               | 4:24  |
| 11.          | Ain’t No Other Man               | Aguilera, Chris E. Martin, Kara DioGuardi, Charles Roane, Harold Beatty | DJ Premier, Roane Aguilera, Rob Lewis | 3:48  |
| 12.          | Candyman (Single Mix)            | Aguilera, Perry                                                         | Perry                                 | 3:14  |
| 13.          | Hurt                             | Aguilera, Perry, Mark Ronson                                            | Perry                                 | 4:03  |
| 14.          | Genie 2.0                        | Kipner, Frank, Sheyne                                                   | Perry                                 | 4:15  |
| 15.          | Keeps Gettin’ Better             | Aguilera, Perry                                                         | Perry                                 | 3:04  |
| 16.          | Dynamite                         | Aguilera, Perry                                                         | Perry                                 | 3:09  |
| 17.          | You Are What You Are (Beautiful) | Perry                                                                   | Perry                                 | 4:44  |
| Gesamtlänge: | Gesamtlänge:                     | Gesamtlänge:                                                            | Gesamtlänge:                          | 67:19 |

| Nr.          | Titel                            | Autor(en)                                                               | Produzent(en)                           | Länge |
| ------------ | -------------------------------- | ----------------------------------------------------------------------- | --------------------------------------- | ----- |
| 5.           | Dirrty (feat. Redman)            | Aguilera, Dana Stinson, Balewa Muhammad, Reginald Noble                 | Rockwilder, Aguilera, Muhammad, Cameron | 4:45  |
| 6.           | Fighter                          | Aguilera, Scott Storch                                                  | Storch, Aguilera, E. Dawk               | 4:05  |
| 7.           | Beautiful                        | Linda Perry                                                             | Perry                                   | 3:59  |
| 8.           | Ain’t No Other Man               | Aguilera, Chris E. Martin, Kara DioGuardi, Charles Roane, Harold Beatty | DJ Premier, Roane Aguilera, Rob Lewis   | 3:48  |
| 9.           | Candyman (Single Mix)            | Aguilera, Perry                                                         | Perry                                   | 3:14  |
| 10.          | Hurt                             | Aguilera, Perry, Mark Ronson                                            | Perry                                   | 4:03  |
| 11.          | Genie 2.0                        | Kipner, Frank, Sheyne                                                   | Perry                                   | 4:15  |
| 12.          | Keeps Gettin’ Better             | Aguilera, Perry                                                         | Perry                                   | 3:04  |
| 13.          | Dynamite                         | Aguilera, Perry                                                         | Perry                                   | 3:09  |
| 14.          | You Are What You Are (Beautiful) | Perry                                                                   | Perry                                   | 4:44  |
| Gesamtlänge: | Gesamtlänge:                     | Gesamtlänge:                                                            | Gesamtlänge:                            | 67:19 |

| Nr.          | Titel                                       | Autor(en)                                                               | Produzent(en)                           | Länge |
| ------------ | ------------------------------------------- | ----------------------------------------------------------------------- | --------------------------------------- | ----- |
| 5.           | Ven Conmigo (Solamente Tú)                  | Pérez, Aberg, Rein                                                      | Pérez, Aberg, Rein                      | 3:11  |
| 6.           | Falsas Esperanzas                           | Jorge Luis Piloto                                                       | Piloto                                  | 2:57  |
| 7.           | Lady Marmalade (feat. Lil’ Kim, Mýa & Pink) | Bob Crewe, Kenny Nolan                                                  | Missy Elliott, Rockwilder, Fair         | 4:25  |
| 8.           | Dirrty (feat. Redman)                       | Aguilera, Dana Stinson, Balewa Muhammad, Reginald Noble                 | Rockwilder, Aguilera, Muhammad, Cameron | 4:45  |
| 9.           | Fighter                                     | Aguilera, Scott Storch                                                  | Storch, Aguilera, E. Dawk               | 4:05  |
| 10.          | Beautiful                                   | Linda Perry                                                             | Perry                                   | 3:59  |
| 11.          | Ain’t No Other Man                          | Aguilera, Chris E. Martin, Kara DioGuardi, Charles Roane, Harold Beatty | DJ Premier, Roane Aguilera, Rob Lewis   | 3:48  |
| 12.          | Candyman (Single Mix)                       | Aguilera, Perry                                                         | Perry                                   | 3:14  |
| 13.          | Hurt                                        | Aguilera, Perry, Mark Ronson                                            | Perry                                   | 4:03  |
| 14.          | Genie 2.0                                   | Kipner, Frank, Sheyne                                                   | Perry                                   | 4:15  |
| 15.          | Keeps Gettin’ Better                        | Aguilera, Perry                                                         | Perry                                   | 3:04  |
| 16.          | Dynamite                                    | Aguilera, Perry                                                         | Perry                                   | 3:09  |
| 17.          | You Are What You Are (Beautiful)            | Perry                                                                   | Perry                                   | 4:44  |
| Gesamtlänge: | Gesamtlänge:                                | Gesamtlänge:                                                            | Gesamtlänge:                            | 64:52 |

| Nr. | Titel                                 | Regie                     | Länge |
| --- | ------------------------------------- | ------------------------- | ----- |
| 1.  | Genie in a Bottle                     | Diane Martel              | 3:37  |
| 2.  | What a Girl Wants                     | Martel                    | 4:06  |
| 3.  | I Turn to You                         | Rupert C. Almont          | 4:04  |
| 4.  | Come On Over Baby (All I Want Is You) | Paul Hunter               | 3:52  |
| 5.  | Dirrty (feat. Redman)                 | David LaChapelle          | 4:49  |
| 6.  | Fighter                               | Floria Sigismondi         | 4:15  |
| 7.  | Beautiful                             | Jonas Åkerlund            | 4:07  |
| 8.  | Ain’t No Other Man                    | Bryan Barber              | 4:53  |
| 9.  | Candyman                              | Matthew Rolston, Aguilera | 3:15  |
| 10. | Hurt                                  | Sigismondi, Aguilera      | 4:04  |

## Kommerzieller Erfolg

### Chartplatzierungen
| ChartsChartplatzierungen       | Höchstplatzierung | Wochen |
| ------------------------------ | ----------------- | ------ |
| Deutschland (GfK)              | 20 (10 Wo.)       | 10     |
| Österreich (Ö3)                | 19 (5 Wo.)        | 5      |
| Schweiz (IFPI)                 | 14 (11 Wo.)       | 11     |
| Vereinigte Staaten (Billboard) | 9 (27 Wo.)        | 27     |
| Vereinigtes Königreich (OCC)   | 10 (13 Wo.)       | 13     |

### Auszeichnungen für Musikverkäufe
| Land/Region                  | Auszeichnungen für Musikverkäufe (Land/Region, Auszeichnung, Verkäufe) | Verkäufe  |
| ---------------------------- | ---------------------------------------------------------------------- | --------- |
| Australien (ARIA)            | Platin                                                                 | 70.000    |
| Irland (IRMA)                | Gold                                                                   | 15.000    |
| Japan (RIAJ)                 | Gold                                                                   | 100.000   |
| Neuseeland (RMNZ)            | Gold                                                                   | 7.500     |
| Russland (NFPF)              | Gold                                                                   | 10.000    |
| Vereinigte Staaten (RIAA)    | Gold                                                                   | 614.000   |
| Vereinigtes Königreich (BPI) | 2× Platin                                                              | 600.000   |
| Insgesamt                    | 5× Gold · 3× Platin ·                                                  | 1.416.500 |

Hauptartikel: Christina Aguilera/Auszeichnungen für Musikverkäufe